# Clive Steele
Clive Selwyn Steele (sinh ngày 30 tháng 9 năm 1892 mất ngày 5 tháng 8 năm 1955) là một kỹ sư và là một sĩ quan cao cấp trong quân đội Úc, đã tham gia cả chiến tranh thế giới thứ nhất và chiến tranh thế giới thứ hai. Ông có công trong việc phát triển lực lượng Công binh Hoàng gia Úc (RAE) để chuẩn bị cho cuộc chiến chống lại Đế quốc Nhật Bản.